# Johann Gregor Memhardt

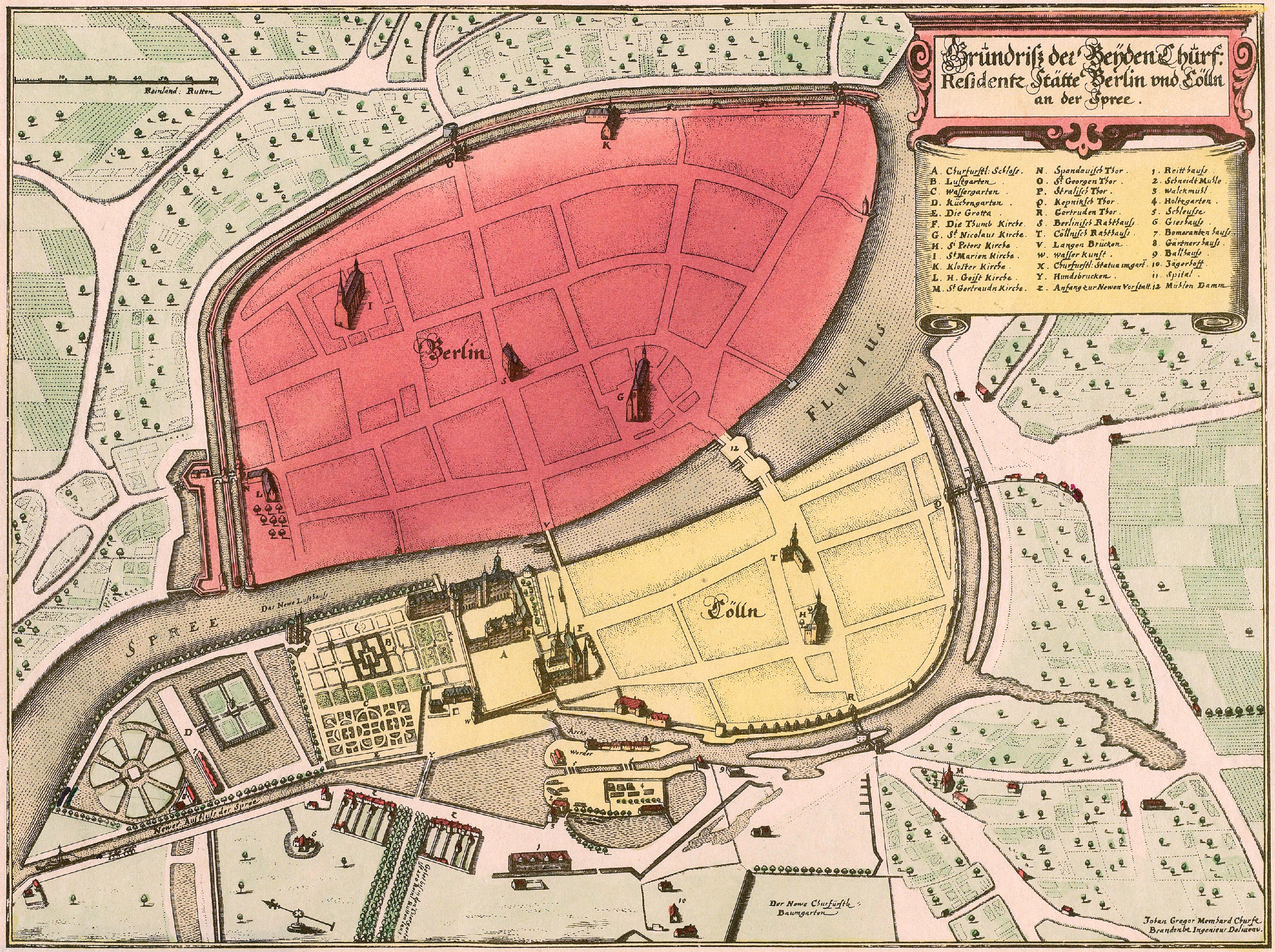
Plan de Berlin (1652) par Johann Gregor Memhardt

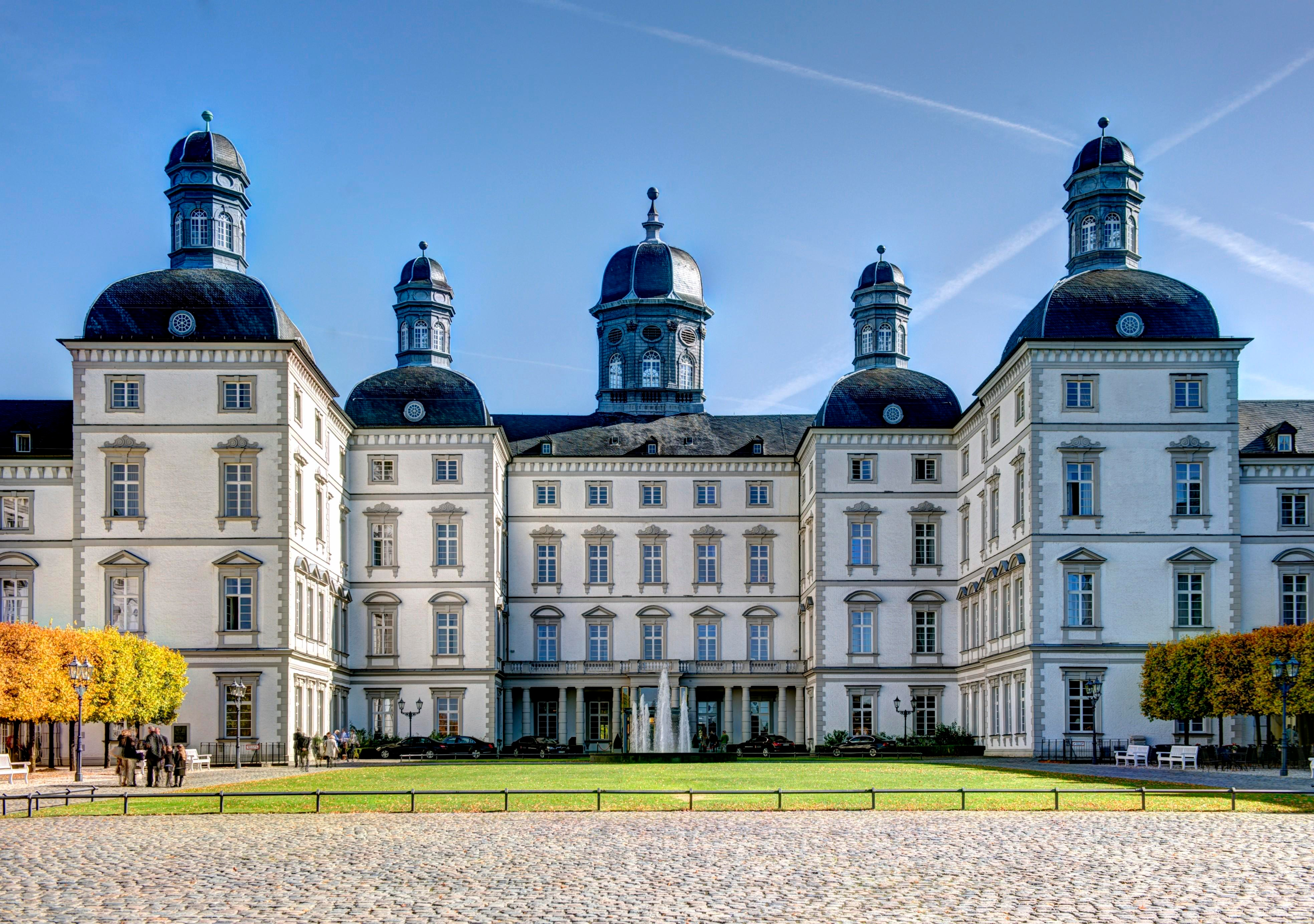
Memhardt fut le maître d’œuvre du château de Bensberg.

Johann Gregor Memhardt, dit Memhard (né en 1607 à Linz et mort en 1678 à Berlin), est ingénieur militaire et un homme politique brandebourgeois.

## Biographie
Memhardt émigra aux Provinces-Unies en 1622, et c'est vraisemblablement dans ce pays qu'il reçut sa formation d'ingénieur des fortifications. Il entre au service de l’électeur Georges-Guillaume en 1638 comme ingénieur, et devient même premier ingénieur de Brandebourg en 1641. En 1650, le nouvel électeur, Frédéric Guillaume, l'appelle à Berlin pour qu'il dirige la construction du nouveau palais princier : c'est ainsi qu'il construit le Residenzschloss, avec la chapelle de l'électrice Louise-Henriette. Il aménage une fabrique de jardin dans les Lustgarten du palais. L'année suivante (1651), ses projets pour le château et les jardins d’Oranienburg sont adoptés et mis en œuvre. Son plan historique de Berlin (1652) est très célèbre.
Il fut le premier maître d'œuvre des fortifications de Berlin, commencées en 1658, et dont Johann Arnold Nering parachèvera les travaux. En 1656 il obtenait l'intendance générale des constructions princières. Il entreprit la reconstruction du château de Potsdam vers 1660. Memhardt, qui dès 1653 avait fait construire la première maison de l'allée Unter den Linden, s'établit lui-même au bailliage de Friedrichswerder, dont il fut le premier bourgmestre en 1669. Cette maison, aujourd'hui l’Alte Kommandantur fut par la suite convertie en quartier-général de l'armée. Elle est aujourd'hui le siège berlinois de Bertelsmann AG.
En 1664, Memhardt devint le précepteur du prince héritier Frédéric. Il continuait de travailler au plan de divers châteaux et résidences d’Altberlin, Potsdam et Oranienburg.
La plupart de ses édifices berlinois ont été détruits dans les bombardements de la Deuxième Guerre mondiale. La Memhardstrasse dans Berlin-Mitte a été inaugurée dans les années 1920.

## Source
- (de) Cet article est partiellement ou en totalité issu de l’article de Wikipédia en allemand intitulé « Johann Gregor Memhardt » (voir la liste des auteurs).